# 鈴木康太 (俳優)
鈴木 康太（すずき こうた、1986年7月29日 - ）は、日本の俳優。東京都出身。身長175cm。血液型B型。

特技は料理、カクテル作り。きんかん屋所属。旧所属は、類プロダクション。

## 略歴
- 2013年、エンターテインメント製作拠点「ミセル製作所（ミセルファクトリー）」に参加。

## 出演

### テレビドラマ
- 眠れぬ夜を抱いて 第1話（2002年4月、テレビ朝日） - 和泉克巳 役
- リモート 第3 - 4話（2002年10月 - 11月、日本テレビ）
- 南くんの恋人 第1話（2004年7月、テレビ朝日） - 高沢 役
- シェエラザード（2004年7月、NHK） - 香川 役
- 怪談新耳袋〜スナップ写真（2005年3月、BS-i） - 吉雄 役
- パズル（2007年1月 - 2月、テレビ朝日） - 内山将史 役
- 花ざかりの君たちへ〜イケメン♂パラダイス〜（2007年7月 - 9月、フジテレビ） - 上野芝奏太 役
- ごくせん (テレビドラマ)#第3シリーズ（2008年）　第3話（2008年5月3日、日本テレビ） 青芝高校生徒 役
- 警視庁捜査一課9係 Season3 第9話（2008年6月、テレビ朝日）
- ゴンゾウ 伝説の刑事 第3話（2008年7月、テレビ朝日）
- 花ざかりの君たちへ〜イケメン♂パラダイス〜 卒業式&7と1/2（ななとにぶんのいち）話スペシャル（2008年10月12日、フジテレビ） - 上野芝奏太 役
- 犬を飼うということ〜スカイと我が家の180日〜（2011年4月 - 6月、テレビ朝日） - バーの店員 役

### 舞台
- 不消者（けされず）第17回公演 「最後の五人のアッコちゃんから、一人の新たなひみつのアッコちゃんへ」（2012年9月19日 - 23日） - アナザーキャスト
- ミセル製作所（ミセルファクトリー）
  - CORN。（2014年2月21日 - 23日、Performing Gallery&Cafe 絵空箱） - 出演、演出、脚本（月並ハイジ名義）

### インターネット動画
- 演劇動画15分一本勝負 第3回クォータースターコンテスト
  - ミセル製作所（ファクトリー）『ボスの居ぬ間にホームパーティー』 - 出演 コウタ 役、脚本（月並ハイジ名義）

### 携帯ドラマ
- ダブル〜この恋には裏がある〜（2008年10月） - 俊（謎の男） 役

### その他のテレビ番組
- 高校講座/家庭総合（NHK教育）

### CM
- バンダイ 金色のガッシュベル　ザ・カードバトル!!

### PV（ミュージック・ビデオ）
- 2008年 SuG シングル「虜ロォルカラァ」DVD付き限定盤White DVD収録曲・「UMBILICAL」　MUSIC CLIP